# Whitsitt Chapel
Whitsitt Chapel ist das neunte Studioalbum des US-amerikanischen Sängers Jelly Roll. Das Album wurde am 2. Juni 2023 über das Label BBR Music Group veröffentlicht und im Oktober 2024 in den USA mit einer Goldenen Schallplatte ausgezeichnet.

## Entstehung
Nachdem Jelly Roll bislang als Rapper und Rockmusiker auftrat ist Whitsitt Chapel das erste Country-Album seiner Karriere. Für das Album schrieb er über 80 Lieder, bevor er überhaupt wusste, in welche Richtung sich das Album wenden sollte. Erst als die Titel Dancing with the Devil und Hungover in a Church Pew fertig gestellt wurden, änderte sich die Situation. Bei den 13 Liedern wirkten die externen Songwriter wie Jesse Frasure, Matt Jenkins, Jessie Jo Dillon, Michael Hardy, David Garcia, Miranda Lambert, Michael Whitworth, Andrew Baylis, Brock Berryhill, Austin Nivarel, Hillary Lindsey, Alysa Vanderheym, Riley Thomas, Ashley McBryde, Zach Crowell, Michael Wayne Atha, David Ray Stevens, Kevin Gruft, Joe Ragosta, Rob Ragosta und Hunter Phelps mit.
Für das Album nahm er das Lied Save Me, welches auf seinem im Jahre 2020 erschienenen Album Self Medicated erschien, neu auf und holte die Sängerin Lainey Wilson als Gast dazu. Weitere Gastsänger auf dem Album sind die Country-Musiker Brantley Gilbert und Struggle Jennings sowie der Rapper Yelawolf. Produziert wurde Whitsitt Chapel von Zach Crowell, Jesse Frasure, David Garcia, David Ray Stevens, Austin Nivarel, Brock Berryhill, Andrew Baylis und Kevin Gruft. Für die Lieder She und Need a Favor wurden Musikvideos veröffentlicht.

## Veröffentlichung
Als erste Single wurde She am 30. November 2022 veröffentlicht. Die zweite Single Need a Favor folgte am 9. Dezember 2022 und erreichte Platz 58 der US-amerikanischen Singlecharts. Bei einem Auftritt in Nashville bei der Show New Faces of Country am 15. März 2023 kündigte Jelly Roll die Details seines neuen Albums an. Bei seinem Auftritt führte Jelly Roll zusammen mit Brantley Gilbert und Struggle Jennings das Lied Behind Bars auf und spielte außerdem das Lied Halfway to Hell. Am 18. April 2023 erschien die dritte Single Unlive. Am 11. Mai 2023 präsentierten Jelly Roll und Lainey Wilson im Rahmen der Academy of Country Music Awards das Lied Save Me. Am Tag der Albumveröffentlichung spielte Jelly Roll das Lied Need a Favor live auf dem Times Square in New York City für die ABC-Nachrichtensendung Good Morning America.

## Hintergrund
Benannt wurde das Album nach der Whitsitt Chapel, einer baptistischen Kirche in Nashville, die Jelly Roll seit seiner Kindheit besucht. Das Albumcover zeigt eine Außenaufnahme der Kirche. Die Inspiration dazu holte sich Jelly Roll, als seine Tochter Bailee begann, mit ihren Freunden eine Kirche zu besuchen und sich später hat taufen lassen.

„Dieses Album handelt von dem Wachstum und der Dankbarkeit, die in meinem Leben passiert. Ich wollte ein Projekt kreieren, das sich hoffnungsvoll anfühlt. Ich glaube, dass das schlechteste Gefühl, das eine Person haben kann, das Gefühlt der Hoffnungslosigkeit und der Wertlosigkeit ist. Dies ist therapeutische Musik. Echte Musik für echte Menschen mit echten Problemen.“

She handelt von einer Person, die mit einer Abhängigkeit wie zum Beispiel Heroin oder Fentanyl kämpft. Laut Jelly Roll gehöre es zur Verantwortung eines Künstlers, für diejenigen zu sprechen, die nicht für sich selbst sprechen können. Need a Favor handelt von einem Mann, der kurz davor steht, die Liebe seines Lebens zu verlieren. Da er nicht mehr weiß, an wen er sich wenden kann, fragt er Gott nach einem Gefallen, auch wenn er diesen nicht verdient hat.
Dancing with the Devil und Hungover in a Church Pew erzählen von den Entscheidungen, die Jelly Roll in seinem Leben gefällt hat, die teilweise „entsetzlich“ gewesen wären. Beide Lieder würden „eine Geschichte über Veränderung erzählen, für die er noch nicht bereit gewesen wäre“.

## Rezeption

### Rezensionen
James Daykin vom Onlinemagazin Entertainment Focus beschrieb das Album als „Triumph“. Jelly Roll würde „seine Seele offenlegen“ und „lädt einen dazu ein, seinem eigenen Verhalten einen Spiegel vorzuhalten“. Die „Kraft seiner Erzählkunst und der Stilmix ist sowohl spannend als auch originell“. Daykin bewertete das Album mit fünf von fünf Punkten. Josephine Maria Bayer vom deutschen Magazin laut.de kritisierte, dass das Album „musikalisch nicht viel Abwechselung, dafür jedoch reichlich Yeehaw-Stimmung bietet“. Der Wechsel von Rap zu Country wäre Jelly Roll „ohne Zweifel gelungen“. Bayer vergab drei von fünf Punkten.

### Bestenlisten
| Publikation | Liste                                     | Werk            | Platz    |
| ----------- | ----------------------------------------- | --------------- | -------- |
| Loudwire    | The 25 Best Rock + Metal Albums of 2023 1 | Whitsitt Chapel | J [ 11 ] |
| Loudwire    | The 30 Best Rock + Metal Songs of 2023 2  | Need a Favor    | J [ 12 ] |

## Kommerzieller Erfolg

### Chartplatzierungen
Erstmals erreichte Jelly Roll die Top 10 der US-amerikanischen Albumcharts und erreichte darüber hinaus Platz zwei der Top Country Albums und Platz eins der Top Rock Albums. In der ersten Woche nach der Veröffentlichung wurden in den Vereinigten Staaten rund 90.000 Album-äquivalenten Einheiten verkauft, wovon rund 63.000 reine Albumverkäufe waren.
| ChartsChartplatzierungen               | Höchstplatzierung | Wochen |
| -------------------------------------- | ----------------- | ------ |
| Vereinigte Staaten (Billboard)         | 3 (77 Wo.)        | 77     |
| Vereinigte Staaten (Billboard Country) | 2 (111 Wo.)       | 111    |
| Vereinigte Staaten (Billboard Rock)    | 1 (… Wo.)         | …      |

| ChartsJahrescharts (2023)              | Platzierung |
| -------------------------------------- | ----------- |
| Vereinigte Staaten (Billboard)         | 118         |
| Vereinigte Staaten (Billboard Country) | 24          |
| Vereinigte Staaten (Billboard Rock)    | 13          |

### Auszeichnungen für Musikverkäufe
| Land/Region               | Auszeichnungen für Musikverkäufe (Land/Region, Auszeichnung, Verkäufe) | Verkäufe  |
| ------------------------- | ---------------------------------------------------------------------- | --------- |
| Vereinigte Staaten (RIAA) | Platin                                                                 | 1.000.000 |
| Insgesamt                 | 1× Platin ·                                                            | 1.000.000 |